# Vodenjak (zviježđe)
Vodenjak (lat. Aquarius) je jedno od zviježđa zodijaka, pozicionirano između Jarca i Riba. Jedna od najstarijih poznatih konstelacija.